# سوموندوکو
سوموندوکو (به اسپانیایی: Somondoco) شهری در کلمبیا است که در استان بویاکای شرقی واقع شده‌است و 4,359 نفر جمعیت دارد.